# Echitație la Jocurile Olimpice de vară din 2020 - dresaj pe echipe
Proba de echitație dresaj pe echipe de la Jocurile Olimpice de vară din 2020 a avut loc în perioada 24-27 iulie 2021 la Equestrian Park, Tokyo.

## Program
Orele sunt ora Japoniei (UTC+9) 
| Data                    | Timp  | Etapă      |
| ----------------------- | ----- | ---------- |
| Sâmbătă, 24 iulie 2021  | 17:00 | Ziua 1     |
| Marți, 27 iulie 2021    | 17:00 | Ziua a 2-a |
| Miercuri, 28 iulie 2021 | 17:30 | Special    |

## Rezultate

### Grand Prix
| loc | Țară                       | Călăreți                                                          | Cai                                                     | Scoruri individuale        | Scorul echipei | Note |
| --- | -------------------------- | ----------------------------------------------------------------- | ------------------------------------------------------- | -------------------------- | -------------- | ---- |
| 1   | Germania                   | - Jessica von Bredow-Werndl - Dorothee Schneider - Isabell Werth  | - TSF Dalera - Showtime FRH - Bella Rose 2              | - 2717,0 - 2538,0 - 2656,5 | 7911,5         | C    |
| 2   | Marea Britanie             | - Charlotte Fry - Carl Hester - Charlotte Dujardin                | - Everdale En Vogue Gio                                 | - 2482,5 - 2419,0 - 2607,0 | 7508,5         | C    |
| 3   | Danemarca                  | - Cathrine Dufour - Nanna Skodborg Merrald - Carina Cassøe Krüth  | - Bohemian - Zack - Heiline's Danciera                  | - 2610,0 - 2356,0 - 2469,0 | 7435,0         | C    |
| 4   | Statele Unite ale Americii | - Sabine Schut-Kery - Adrienne Lyle - Steffen Peters              | - Sanceo - Salvino - Suppenkasper                       | - 2525,0 - 2411,0 - 2453,5 | 7389,5         | C    |
| 5   | Olanda                     | - Edward Gal - Hans Peter Minderhoud - Marlies van Baalen         | - Total Us - Dream Boy - Go Legend                      | - 2532,5 - 2473,5 - 2306,0 | 7312,0         | C    |
| 6   | Suedia                     | - Therese Nilshagen - Antonia Ramel - Juliette Ramel              | - Dante Weltino Old - Brother de Jeu - Buriel K.H.      | - 2419,5 - 2207,0 - 2362,5 | 6969,0         | C    |
| 7   | Portugalia                 | - Rodrigo Torres - Maria Caetano - João Miguel Torrao             | - Fogoso - Fenix de Tineo - Equador                     | - 2338,5 - 2264,0 - 2260,0 | 6862,5         | C    |
| 8   | Spania                     | - Beatriz Ferrer-Salat - José Antonio Garcia Mena - Severo Jurado | - Elegance - Sorento 15 - Fendi T                       | - 2321,5 - 2226,5 - 2201,5 | 6749,5         | C    |
| 9   | Franța                     | - Alexandre Ayache - Morgan Barbançon - Maxime Collard            | - Zo What - Sir Donnerhall II OLD - Cupido PB           | - 2219,5 - 2271,5 - 2224,0 | 6715,0         |      |
| 10  | Belgia                     | - Larissa Pauluis - Laurence Roos - Domien Michiels               | - Flambeau - Fil Rouge - Intermezzo Van Het Meerdaalhof | - 2165,5 - 2276,5 - 2260,5 | 6702,5         |      |
| 11  | Canada                     | - Chris von Martels - Lindsay Kellock - Brittany Fraser-Beaulieu  | - Eclips - Sebastien - All In                           | - 2191,5 - 2106,0 - 2308,0 | 6605,5         |      |
| 12  | COR                        | - Inessa Merkulova - Aleksandra Maksakova - Tatyana Kosterina     | - Mister X - Bojengels - Diavolessa VA                  | - 2236,5 - 2057,5 - 2056,5 | 6350,5         |      |
| 13  | Australia                  | - Mary Hanna - Simone Pearce - Kelly Layne                        | - Calanta - Destano - Samhitas                          | - 2189,0 - 2205,5 - 1879,0 | 6273,5         |      |
| 14  | Japonia                    | - Kazuki Sado - Shingo Hayashi - Hiroyuki Kitahara                | - Ludwig Der Sonnenkoenig 2 - Scolari 4 - Huracan 10    | - 2013,5 - 2116,0 - 2135,0 | 6264.5         |      |
| —   | Austria                    | - Christian Schumach - Florian Bacher - Victoria Max-Theurer      | - Te Quiero SF - Fidertraum - Abegglen NRW              | - 2283,0 - 2248,0 - R      | E              |      |

### Grand Prix Special
| loc | Țară                       | Călăreți                                                          | Cai                                                | Scoruri individuale        | Scorul echipei | Note |
| --- | -------------------------- | ----------------------------------------------------------------- | -------------------------------------------------- | -------------------------- | -------------- | ---- |
| 1   | Germania                   | - Jessica von Bredow-Werndl - Dorothee Schneider - Isabell Werth  | - TSF Dalera - Showtime FRH - Bella Rose 2         | - 2785,5 - 2652,0 - 2740,5 | 8178,0         |      |
| 2   | Statele Unite ale Americii | - Sabine Schut-Kery - Adrienne Lyle - Steffen Peters              | - Sanceo - Salvino - Suppenkasper                  | - 2684,5 - 2504,0 - 2558,5 | 7747,0         |      |
| 3   | Marea Britanie             | - Charlotte Fry - Carl Hester - Charlotte Dujardin                | - Everdale En Vogue Gio                            | - 2617,0 - 2528,5 - 2577,5 | 7723,0         |      |
| 4   | Danemarca                  | - Cathrine Dufour - Nanna Skodborg Merrald - Carina Cassøe Krüth  | - Bohemian - Zack - Heiline's Danciera             | - 2557,0 - 2441,5 - 2541,5 | 7540,0         |      |
| 5   | Olanda                     | - Edward Gal - Hans Peter Minderhoud - Marlies van Baalen         | - Total Us - Dream Boy - Go Legend                 | - 2628,5 - 2505,5 - 2342,5 | 7479,5         |      |
| 6   | Suedia                     | - Therese Nilshagen - Antonia Ramel - Juliette Ramel              | - Dante Weltino Old - Brother de Jeu - Buriel K.H. | - 2500,0 - 2219,0 - 2491,0 | 7210,0         |      |
| 7   | Spania                     | - Beatriz Ferrer-Salat - José Antonio Garcia Mena - Severo Jurado | - Elegance - Sorento 15 - Fendi T                  | - 2464,0 - 2426,5 - 2308,0 | 7198,5         |      |
| 8   | Portugalia                 | - Rodrigo Torres - Maria Caetano - João Miguel Torrao             | - Fogoso - Fenix de Tineo - Equador                | - 2458,5 - 2260,0 - 2247,0 | 6965,5         |      |